# ルーベン・デヴィッド
ルーベン・デヴィッド（Reuben David、1912年9月19日 – 1989年3月24日）はインドの動物学者・獣医であり、同国のグジャラート州アーメダバードに位置するカンカリア（Kankaria）動物園の創設者として知られる。

## 生涯
アーメダバードのベネ・イスラエルのユダヤ人家族に生まれたデヴィッドは、独学で獣医となった。その後1951年にアーメダバード市営公社（Ahmedabad Municipal Corporation）から同市内に動物園を作るよう招聘されたという。 
デヴィッドは1975年、インド政府からパドマ・シュリー勲章を授与された。 なお作家のエスター・デヴィッド（Esther David）は彼の娘である。